# Beatrice Mancini
Beatrice Mancini (nacida Bice Mancinotti; 7 de diciembre de 1917 – 1 de marzo de 1987) fue una actriz italiana. Protagonizó la película de 1941 Blood Wedding.
Nacida como Bice Mancinotti en Roma, Italia, Mancini estudió en la Accademia Nazionale di Arte Drammatica Silvio D'Amico y debutó en el cine en 1935 en La capanna dell'amore, acreditada como Milva Vejo. A menudo fue elegida para papeles de chicas desventuradas, sensatas y de buen corazón.

## Filmografía seleccionada
- The Anonymous Roylott (1936)
- Luciano Serra, Pilot (1938)
- Wealth Without a Future (1939)
- Big Shoes (1940)
- Caravaggio (1941)
- Blood Wedding (1941)
- Rita of Cascia (1943)
- The White Angel (1943)